# Hector Servadac
Hector Servadac (în franceză: Hector Servadac) este un roman de Jules Verne, apărut în Magasin d'Éducation et de Récréation între 1 ianuarie și 15 decembrie 1877 și publicat apoi în volum în același an de Editura Jules Hetzel în seria de romane de aventuri Voyages extraordinaires.

## Povestea
Servadac și contele Timașev stabilesc condițiile unui duel din cauza unei femei de care amândoi erau îndrăgostiți pe ascuns. Din cauza unui fenomen necunoscut duelul nu mai are loc, iar Hector Servadac și ordonanța sa, Ben-Zouf, se trezesc pe o insulă, în locul unde înainte era o parte din Algeria. Fenomene stranii au loc, aerul devine mai rarefiat, apa fierbe la 60°C, iar gravitația pare să se fi micșorat. Un corp necunoscut apare pe cer, iar Soarele și planeta Venus încep să se apropie.
Perechii de exploratori i se adaugă în curând alte persoane, dând naștere unei mici colonii: un conte rus și echipajul iahtului său, un grup de spanioli, o tânără italiancă, un negustor evreu și un profesor francez care le dezvăluie faptul că au fost luați de pe Pământ de o cometă, pe care a botezat-o Galia. Singurii locutori ai acestei lumi care nu li se alătură sunt un grup de soldați britanici, staționați pe o porțiune din Gibraltar care a fost smulsă și care așteaptă încrezători să primească ordine din Anglia în legătură cu situația lor curentă.
Coloniștii se refugiază într-un vulcan de pe cometă, folosindu-l pentru a supraviețui îndelungatei călătorii departe de Soare. Când cometa își încheie orbita după doi ani tereștri, calculele profesorului arată că între Pământ și cometă va avea loc o nouă coliziune, în urma căreia coloniștii revin pe planeta mamă.

### Capitolele cărții

#### Partea întâi
- Capitolul I Contele: "Poftim cartea mea de vizită!". Căpitanul: "Iat-o pe a mea!"
- Capitolul II În care sunt prezentați, din punct de vedere fizic și moral, căpitanul Servadac și ordonanța sa, Ben-Zuf
- Capitolul III În care se va vedea că inspirația poetică a căpitanului Servadac este întreruptă de un șoc neplăcut
- Capitolul IV Care permite cititorului să înmulțească la infinit semnele de mirare și întrebare
- Capitolul V În care se vorbește despre câteva modificări survenite în ordinea fizică a lucrurilor, fără a li se putea arăta cauza
- Capitolul VI Care-l poftește pe cititor să-l urmeze pe căpitanul Servadac la prima excursie pe noul său domeniu
- Capitolul VII În care Ben-Zuf crede că e de datoria lui să se plângă de nepăsarea guvernatorului general față de dânsul
- Capitolul VIII Unde e vorba de Venus și Mercur care amenință să devină planete de șoc
- Capitolul IX În care căpitanul Servadac pune un număr de întrebări ce rămân fără răspuns
- Capitolul X În care, cu luneta la ochi și sonda în mână, sunt căutate urmele provinciei Alger
- Capitolul XI Unde căpitanul Servadac regăsește, cruțată de catastrofă, o insuliță care nu este altceva decât un mormânt
- Capitolul XII În care, după ce s-a purtat ca un marinar destoinic, locotenentul Procop se lasă în voia soartei
- Capitolul XIII Unde e vorba de generalul de brigadă Murphy, de maiorul Oliphant, de caporalul Pim și de un proiectil care se pierde dincolo de zare
- Capitolul XIV Care înfățișează o anumită încordare în relațiile internaționale și sfârșește cu un eșec geografic
- Capitolul XV În care prietenii noștri discută pentru a ajunge să descopere un adevăr, apropiindu-se, poate, de dezvăluirea lui
- Capitolul XVI În care îl vom vedea pe căpitanul Servadac ținând în mână tot ce a rămas dintr-un mare continent
- Capitolul XVII Care ar putea fi intitulat pe bună dreptate: de la același acelorași
- Capitolul XVIII Care istorisește ce primire s-a făcut guvernatorului general al Insulei Gurbi și ce evenimente s-au petrecut în lipsa lui
- Capitolul XIX În care căpitanul Servadac este recunoscut în unanimitate de voturi, inclusiv al său, guvernator general al Galliei
- Capitolul XX Prin care se dovedește că, privind cu atenție, izbutești în cele din urmă să zărești un foc la orizont
- Capitolul XXI În care se va vedea ce încântătoare surpriză le face natura, într-o frumoasă noapte, locuitorilor de pe Gallia
- Capitolul XXII Care se încheie cu o mică experiență de fizică distractivă destul de ciudată
- Capitolul XXIII În care se vorbește de un eveniment de mare importanță, din pricina căruia toată colonia intră în fierbere
- Capitolul XXIV În care căpitanul Servadac și locotenentul Procop sflă, în sfârșit, dezlegarea tainei cosmografice

#### Partea a doua
- Capitolul I În care este prezentat, fără multă ceremonie, al treizeci și șaselea locuitor al sferoidului gallian
- Capitolul II La sfârșitul căruia cititorul află ceea ce, fără îndoială, ghicise mai de mult
- Capitolul III Câteva variații pe vechea temă atât de cunoscută a cometelor din lumea solară și altele
- Capitolul IV În care îl vom vedea pe Palmyrin Rosette atât de încântat de soarta lui, încât faptul dă de gândit
- Capitolul V În care elevul Servadac este bruftuluit de profesorul Palmyrin Rosette
- Capitolul VI În care se va vedea că Palmyrin Rosette are dreptate când găsește materialul coloniei neîndestulător
- Capitolul VII În care se va vedea că Isac găsește un prilej minunat să împrumute bani cu mai mult de 1800 la sută dobândă
- Capitolul VIII În care profesorul și elevii săi jonglează cu sextilioane, cvintilioane și alți multipli ai miliardului
- Capitolul IX În care va fi vorba numai de Iupiter, marele tulburător al cometelor
- Capitolul X În care se va arăta lămurit că e mai bine să faci trafic e Pământ decât pe Gallia
- Capitolul XI În care cercurile savante ale Galliei se lansează cu imaginația în mijlocul spațiilor nesfârșite
- Capitolul XII Cum s-a sărbătorit ziua de 1 ianuarie pe Gallia și în ce fel s-a sfârșit sărbătoarea
- Capitolul XIII În care căpitanul Servadac și tovarășii săi fac singurul lucru ce era de făcut
- Capitolul XIV Care stă mărturie că oamenii nu sunt făcuți să graviteze la 230 milioane leghe de Soare
- Capitolul XV În care se vorbește despre primele și ultimele relații care s-au stabilit între Palmyrin Rosette și Isac Hakhabut
- Capitolul XVI În care căpitanul Servadac și Ben-Zuf pleacă și se întorc precum au plecat
- Capitolul XVII În care se vorbește despre marea problemă a întoarcerii pe Pământ și despre îndrăzneața propunere a locotenentului Procop
- Capitolul XVIII În care se va vedea că gallienii se pregătesc să privească puțin cam de sus întregul lor astru
- Capitolul XIX În care se înregistrează, clipă de clipă, senzațiile și impresiile pasagerilor din nacelă
- Capitolul XX Care, împotriva tuturor legilor unui roman, nu se termină cu căsătoria eroilor[2]

## O călătorie prin sistemul solar
Acesta este un roman în întregime fantezist în care autorul extrapolează pornind de la ipoteza întâlnirii dintre Pământ și o cometă. Este una dintre cele mai amuzante și halucinante opere ale lui Jules Verne. "Galienii" (pământenii expatriați temporar pe cometa Galia, nume dat de profesorul Palmyrin Rosette) fac față unei diminuări a atracției gravitaționale, au de-a face cu o modificare a calendarului (ziua scăzând de la 24 la 6 ore), etc.
Ținând cont de ipotezele astronomice pe care le consideră cunoscute, romanul pare a se adresa unui public adult, chiar dacă actele de vitejie ale celor doi eroi (căpitanul și ordonanța sa) și aventurile prin care trec pe Galia dau un ton care îl face accesibil unui auditoriu mai tânăr.
Editorul lui Verne, Pierre-Jules Hetzel, a fost conștient de caracterul inedit și surprinzător al intrigii, astfel încât a scris o prefață, lucru rar pentru seria Călătoriilor extraordinare (cu excepția dedicației către Dumas tatăl din Mathias Sandorf, un adevărat "Monte-Cristo" al lui Jules Verne) :
„Astăzi, în Hector Servadac, dl. J. Verne continuă această serie cu o călătorie prin lumea solară. De data această trece dincolo de orbita lunară, ducându-și cititorii pe traiectoriile principalelor planete, până la orbita lui Jupiter. Avem de a face cu un roman "cosmografic". Fantezia ieșită din comun se aliază cu știința fără a o altera. Este istoria unei ipoteze și a consecințelor cărora le-ar da naștere dacă, prin absurd, s-ar putea realiza. Romanul completează seria călătoriilor din universul celest, cum sunt majoritatea operelor publicate de dl. Verne în Magasin d'éducation. A obținut un succes considerabil și, după primele capitole publicate, traducătorii autorizați de noi s-au pus pe treabă.”

## Teme abordate în cadrul romanului
- Explorarea spațiului (temă prezentă și în romanul În jurul Lunii).
- Importanța studiului astronomiei (prin intermediul personajului Palmyrin Rosette, asemănător lui Thomas Black din Ținutul blănurilor).
- Nostalgia față de patria mamă (prezentă la bordul balonului cu care coloniștii de pe Galia se întorc pe Pământ).

## Listă personajelor

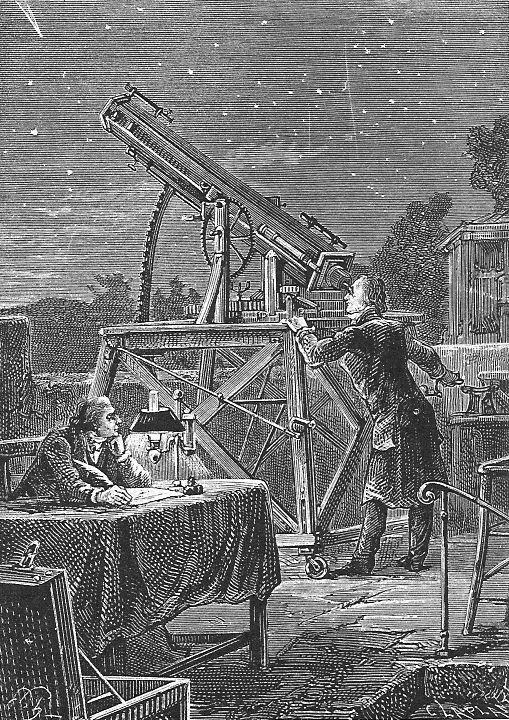
John Herschel observă Cometa Halley. O ilustrație originală a romanului de Paul-Dominique Philippoteaux.

- Hector Servadac, Căpitan de Stat-Major în Mostaganem, 30 de ani
- Ben-Zouf, ordonanța căpitanului Hector Servadac, numele său adevărat este Laurent
- Bogulawski
- Etkef
- Amiralul Fairfax
- Galette
- Isac Hakhabut
- Joseph
- Kirke
- Dna. de L.
- Marzy
- Mochel
- Brigadierul Hénage Finch Murphy
- Negrete
- Niegoch
- Nina
- Maiorul John Temple Oliphant
- Pablo
- Panofka
- Locotenentul rus Procope
- Palmyrin Rosette, astronom
- Hector Servadac
- Tiglew
- Contele Timașev
- Tolstoy
- Zéphyr

## Adaptări
- 1961 - Valley of the Dragons, un film produs de Columbia Pictures și regizat de Edward Bernds.
- 1970 - Na kometě, film cehoslovac regizat de Karel Zeman.

## Traduceri în limba română
- perioada interbelică – Hector Servadac în lumea solară (2 vol.), Ed. Cugetarea, traducere Ion Pas, 252 pag.
- 1966 – Hector Servadac, Ed. Tineretului, traducere Teodora Cristea, 370 pag.
- 1984 – Hector Servadac, Ed. Ion Creangă, Colecția „Jules Verne”, nr. 34, traducere Teodora Cristea, 290 pag.
- 2010 – Hector Servadac, Ed. Adevărul, Colecța „Jules Verne”, nr. 34, traducere Andreea Dumitrache, 360 pag., ISBN 978-606-539-180-2